# Középkori latin irodalom
Középkori latin irodalom alatt a középkor (hagyományosan 476–1492) évszázadaiban létező (európai) – a klasszikus latin nyelvtől némileg eltérő – középkori latin nyelvű irodalmat értik, melynek előzménye egyfelől a római irodalom, másfelől az ókeresztény irodalom volt. Mivel a középkor végével nem ért véget a latin nyelvű irodalom művelése, újkori latin irodalomról is lehet beszélni, de ezt általában már a nemzeti irodalmakhoz sorolják.
A középkori latin irodalom tulajdonképpen egyenes ági leszármazottja a késő ókori latin irodalomnak. Bár a középkor folyamán a latin nyelvből fokozatosan különböző vulgáris latin-, úgynevezett újlatin nyelvek alakultak ki, és a latin nyelv lassan holt nyelvvé vált; azonban a nyugati keresztény egyház (az 1054-es egyházszakadástól római katolikus egyház) hivatalos nyelve a népvándorlást és a germán népek, nyelvek terjeszkedését követően is a latin maradt. Az egyház viszont nagy befolyással volt az oktatásra, a tudományosságra, filozófiára, így a római klasszikus szerzők ismerete továbbra is kimutatható, és – ha nem is voltak mindig példaképek – oktatási szempontból felhasználták a műveiket. A középkori latin irodalom műfaji és formai gazdagsága önálló fejlődés eredménye, amely ugyanakkor állandó kapcsolatban volt a népnyelvi költészettel is. Sem irodalmi, sem nyelvi tekintetben nem egyöntetű, hiszen 1000 évnél tovább volt különböző népek kultúrájának hordozója – fő jellemvonása talán mégis a klasszikus latin irodalom tömörségével szemben a részletező kedv. A középkori latin irodalom nagy hatást gyakorolt a későbbi századokra, és nélküle elképzelhetetlen a mai európai kultúra.
A középkori latin irodalom alkotásainak jelentős gyűjteménye a 19. század közepén összeállított Patrologia Latina gyűjtemény, mely az ókeresztény időktől a 13. század elejéig bocsát közre írókat. A hivatkozott szócikkből ezek digitalizált változatai elérhetőek (Középkori írók: PL 63–217).
- Jegyzet: A szócikk a Világirodalmi kisenciklopédia 671–674. oldalán felvázolt irodalmi korszakokat követi.

## Kora középkori latin irodalom (VI–IX. század)

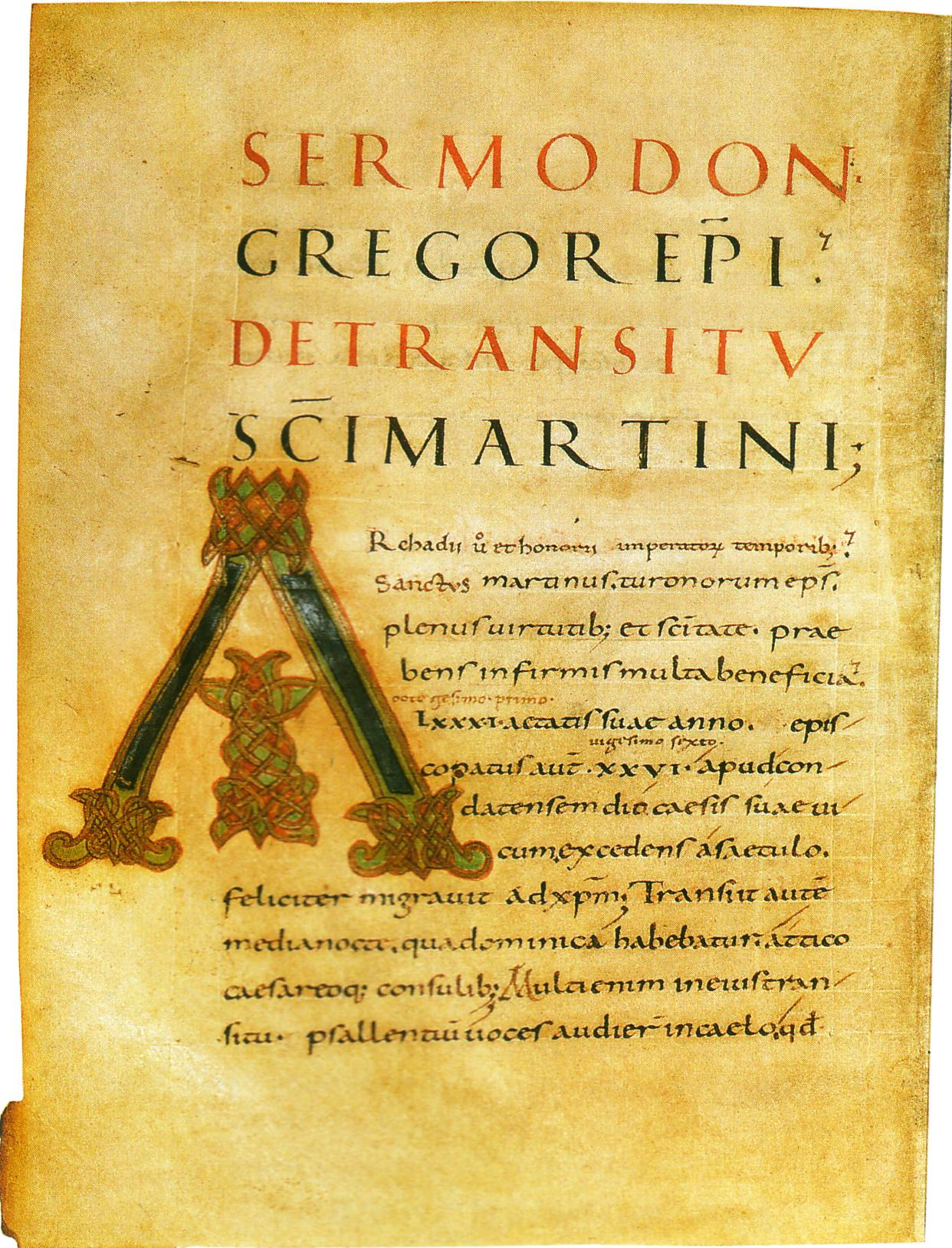
Tours-i Szent Gergely Szent Márton életrajza egy középkori kéziratban

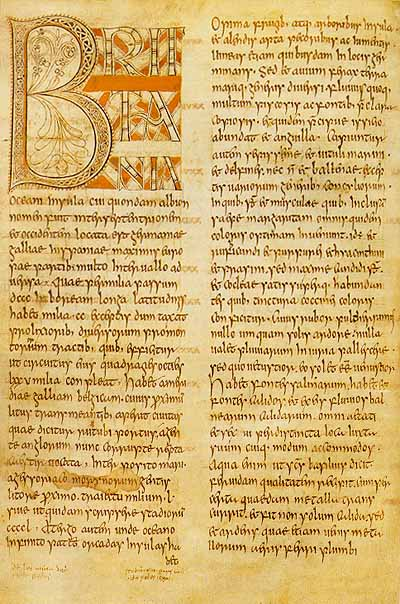
Egy lap a Beda Petersburgiensis kódexből

### Meroving-korszak (VI–VII. század)

#### Teológia, lelkipásztori művek
A korszak fő feladata a térítés volt. Még Nagy Szent Gergely is arról ír levelében, hogy Korzika és Szicília egyes helyein a régi isteneket imádják a falusiak. További feladatot jelentett az újonnan beáramló germán törzsek ariánus hite. Emiatt a teológiában elsősorban gyakorlati célú írások: prédikációk, a katolicizmus felsőbbrendűségét bizonyítani hivatott mártírakták stb. születtek – szemben a Bizánci birodalommal, ahol a hangsúly elsősorban a dogmatikai kérdésekre helyeződött.
Szent Caesarius (471?–542) Arles-i püspök 283 prédikációt, és 2 eretnek-ellenes értekezést, 3 főpásztori buzdító írást, illetve 2 regulát hagyott hátra. Ennodius (473–521) paviai püspök 28 beszédet, 2 könyvnyi költeményt, és 297 levelet írt. Szent Fulgentius (467?–533?) ruspei püspök egy kisebb levélgyűjteményen, 7 prédikáción kívül eretnekeket (ariánusokat és szemipelagianistákat) támadó könyveket (Contra Arianos, De Trinitate ad Felicem, Ad Monimum, Contra Faustum Reiensem) alkotott. Bragai Szent Márton (~515–~579) erkölcstani–aszketikus műveket (De ira, Pro repellenda iactantia, De superbia), egy kánongyűjteményt (Capitula Martini) írt, és lefordított egy sivatagi atyák mondásait tartalmazó gyűjteményt. Sevillai Szent Leander (~534–600) ariánus ellenes művei és levelei elvesztek, de fennmaradt egy Regulája és egy beszéde. Nagy Szent Gergely (~540–604) gyakorlati lelkipásztori munkákat (Liber regulae pastoralis, Moralia in Job), 40 homíliát és 854 levelet hagyott az utókorra. A korabeli csodákról, látomásokról számol be Dialogi de vita et miraculis patrum Italicorum című műve.

#### Filozófia
Egyesek még az ókori latin irodalomhoz, mások a középkorhoz sorolják Boethius (~480–524) filozófust. Több Arisztotelész-, Cicero-, és Porphüriosz-mű fordítása mellett ismertette a Quadrivium négy tárgyát, önálló logika műveket (Introductio ad syllogismos categoricos, De syllogismo hypothetico), és 4 kis teológiai munkát írt. Halála előtt készítette el fő művét, a De consolatione philosophiaet ('A filozófia vigasztalása').

#### Történetírás
A kora középkor történetírásában kétféle tendencia figyelhető meg. Egyfelől él a folytonosság tudata: a jelen eseményeit nem pusztán a római kor folytatásának tartják, hanem a keresztény üdvtörténet, eszkatológia keretébe illesztik, minden eseményt bizonyítékként mutatva föl az isteni kegyelem működésére. Ebből a szempontból a történetírás egyetemes. Másfelől viszont, részben a hírek áramlásának nehézségei, másrészről az új népek öntudatra ébredésének nyomán a történetírás partikuláris is lett. Emiatt a történetírók érdeklődési körében egyre hangsúlyosabbakká válnak saját hazájuk, esetleg saját népük történései. Ebben a korban jelennek meg az első néptörténetek (gótok, szvébek, longobárdok, frankok történetei).
Tours-i Szent Gergely (539–594) Korunk története című művében a Frank Királyság addigi eseményeit dolgozta fel. A Miraculum libri VIII a szentek életét és csodáit mutatja be, a De cursu stellarum ratio a csillagok segítségével igyekszik meghatározni az éjjeli liturgikus imádságok idejét. Eugippius (~460–~535) szerzetes Noricumi Szent Szeverin életét dolgozta fel. Iordanes (?–553<) kivonatolta Cassiodorus azóta elveszett Gótok története című művét. Feltehetően a 6. század elején, II. Bonifác pápa idejében (530–532) kezdték összeállítani a Liber Pontificalist, amely Szent Pétertől kezdve adja a pápák életrajzi adatait. A munkát a későbbi évszázadok alatt bővítették, így egészen 1431-ig tartalmaz információkat a pápákra vonatkozólag.

#### Költészet
Helpidius (6. század) 149 hexameteres költeményt írt Carmen de Christi Jesu beneficiis címmel. Arator (6. sz.) 2326 hexameteres eposzt szerkesztett Az apostolok cselekedeteiről (De actibus apostolorum). Venantius Fortunatus (~535–~600) Carmina miscellaneaja himnuszokat, elégiákat, dicsőítő költeményeket, epigrammákat és epitaphiumokat tartalmaz. Összefoglalta Szent Márton életét 2244 hexameterben (De vita s. Martini), de írt prózai szent-életrajzokat is.

#### Egyéb irodalmi ágak
Dionysius Exiguus (~470–544?) több fordítása (Vita s. Pachomii, Historia inventionis capitis s. Joannis Baptistae, De hominis opificio) mellett kronológiai írásokat (Liber de paschate, Argumenta paschalia), és egyházjogi gyűjteményt szerkesztett. A nyugati szerzetesség szabályozója, Nursiai Szent Benedek (~480–547) Regulája később kiszorította a többi korabeli regulát, és egységesítette a nyugati szerzetesi gyakorlatot („Bencés rend”).

#### Polihisztorok
Az V-VII. század közötti időszak az antik világ tudásanyaga átörökítésének a korszaka. Az ekkor született enciklopédiák, az ekkor megalapozott műveltségeszmény (hét szabad művészet) lesznek a középkori kultúra alapjai. Boethiushoz hasonlóképpen olykor az utolsó ókori latin írónak minősítik Cassiodorust (487?–583?), aki Vivarium (Vadaskert) nevű kolostorában másolóműhelyt rendezett be, amelynek kiemelkedő jelentősége volt az ókori kéziratok áthagyományozásában. Cassiodorus írt történeti munkákat (Világkrónika, A gótok története), dicsőítő beszédeket, egy Egyháztörténetet, illetve egy teológiai és világi tudományokat bemutató enciklopédiát írt Institutiones divinarum et humanarum lectionum címmel. Sevillai Szent Leander fivére, Sevillai Szent Izidor (~556–636) Etimoligiaeja tudományos enciklopédia, de ismeretesek egyes tudományokkal foglalkozó írásai is: grammatikai a Defferentiarum libri II, természettudományi a De natura rerum és a De ordine creaturuarum, történelmi a 615-ig tartó Chronicon ('Világkrónika') és a Historia Gothorum ('A gótok története'). Összegyűjtötte a bibliai személyek adatait (De ortu et obitu patrum), liturgikus szokásokról értekezett a De ecclesiasticis officiisben, és írt egy Regulát. A Brit-szigeteken, és Írországban is működtek írók, mint például a természettudományi, történeti, költői műveket alkotó Beda Venerabilis (672–735).

### Karoling-korszak (VIII–IX. század)

#### Alcuin és a Karoling reneszánsz
Részben az angolszász és ír szerzetesek kulturális missziójának következménye az úgynevezett Karoling reneszánsz. Nagy Károly elsősorban az angolszász Alcuin (735–804) hatására oktatási és írásreformot vezetett be a Frank Birodalomban, udvarában pedig angolszász, gall, germán és itáliai papok, írók alakítottak ki egy új fajta irodalmat, mely eljutott a kolostorokba is. Maga Alkuin a Vulgata szövegét javítgatta, Biblia-magyarázati, szónoklati, teológiai, csillagászati, helyesírási művet írt az iskolák számára, de értekezett a hét szabad művészetről, és írt hagiográfiai alkotásokat is. A korszakhoz (bár nem a latin irodalomhoz) tartozik Alfréd wessexi király (849–899) nagyszabású angolszász nyelvre való fordítói tevékenysége.

#### Teológia
Leidrad (~745–821?) a Keresztség szentségéről írott könyvét, Orléans-i Theodulf (~760–821) 46 rendszabályt (kapitulum), A Szentlélekről (De Spiritu Sancto), és A keresztségről (De ordine baptismi) írt könyveit jelentette meg. Agobard (~769–840) többek közt A zsoltárokról (De divina Psalmodia), de A zsidók túlkapásairól (De insolentia Judeorum), valamint a babonáról és a szentképek helyes tiszteletéről is értekezett. Metzi Amalarius (~775–850) diakónus szabályzatot írt a papok és apácák oktatására (De institutione canonicorum et sanctimonalium), allegorikusan magyarázta az Istentiszteletet (De ecclesiasticis officiis libri IV), mise magyarázati tankölteményt (Eclogae) adott ki.

#### Filozófia

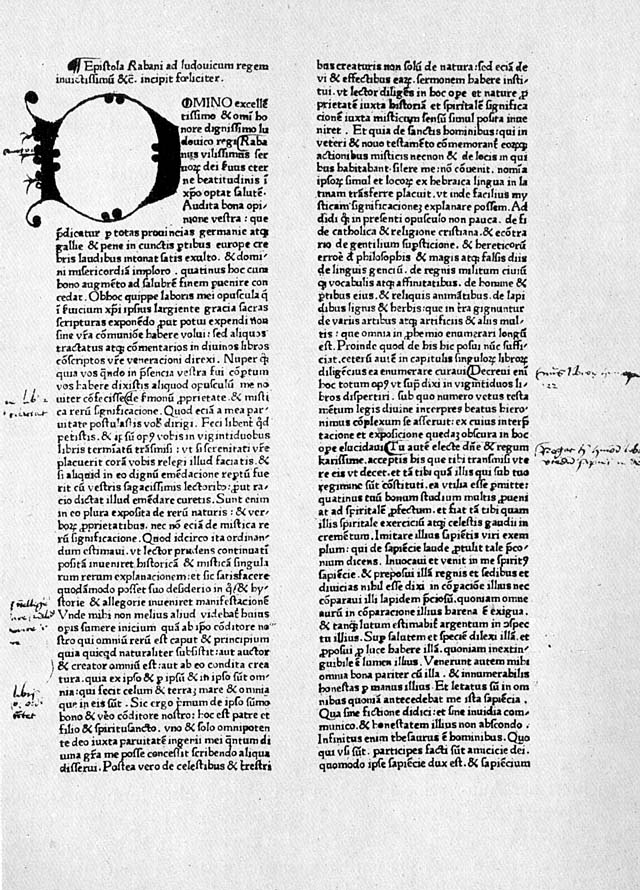
Részlet Hrabanus Maurus Enciklopédiájának egy példányából

Az angolszász Fredegius (?–834) bölcselettel foglalkozott. Fennmaradt művében, A semmiről és a sötétségről (De nihilo et de tenebris) a könyv tárgyait reális valóságoknak tartja. Kora középkori filozófus az írországi származású Johannes Scotus Erigena (~810–877) is, aki a latin mellett görögül és héberül is tudott. Latinra fordította Pszeudo-Dionüsziosz könyveit, az elrendelésről értekezett De divisione praedestinationejéban. Mivel A természet felosztásáról (De divisione naturae) saját elképzeléseit nem egyezteti az egyházi nézetekkel, kortársai és a későbbi pápák kárhoztatták munkásságát.

#### Történetírás
Ez az időszak a római császárság újjáélesztésének az ideje. Emiatt központi szerepet kapnak a frank császári udvarban nevelkedett történetírók, a birodalmi tematika, a római minták. A történetírás területén Paulus Diaconus (~725–799) Róma története (Historia Romana), A metzi püspökök története (Gesta Episcorum Mettensium), a Longobárdok története (Historia Longobardorum) c. alkotásokat írta nagyszámú szónoklati, teológiai művén és himnuszain kívül. A korszak másik híres történetírójának, Einhardnak (~775–840) a nevéhez Nagy Károly életrajza (Vita Caroli Imperatoris) és a 741–829 közötti éveket magába foglaló Krónika kapcsolható. Ado (?–874) a vértanúk életrajzát szerkesztette meg Martirologium néven, de a Beda Venerabilist követő A világ 6 korszakáról való krónikája (Chronicon de VI aetatibus mundi) is ismert, amely 874-ig terjed. Lisieux-i Freculf (?–851) a Frank Birodalom római jogfolytonosságát hirdeti először a történelemben Krónikájában (Chronicon), amely a Római Birodalom történetével kezdődik. Hinkmar reimsi érsek (~806–882) Évkönyvei a 861–882. évekre kortárs források. Trieri Thegan (?–849/852) Jámbor Lajosról írta meg Vita Ludovici imperatorisát, Anastasius Bibliotecarius (~815–878/879?) a Liber Pontificalist szerkesztette, és görögről latinról fordított írásokat, a ravennai apát Andreas Agnellus (~805–846<) a ravennai főpapok történetét (Liber Pontificalis Ecclesiae Ravennatis) adta ki.

#### Költészet
Friauli Szent Paulinus (726–802) több himnuszán és költeményén kívül a hexameterekbe szedett Hitszabályt (Regula Fidei) írta. A tiszteletből Homerusnak is nevezett Szent Angilbert (~760–814) szép költeményeket adott ki kezei közül. Metzi Amalarius (~775–850) konstantinápolyi követségi utazását verses formában jegyezte le (Versus marini), ugyanakkor ismert egy katekumeneknek írt oktató műve (De sacro baptisme). Költészettel foglalkozott Sedulius Scottus (?–858) és Orbais-i Gottschalk (808–867) is.

#### Polihisztorok
Walafrid Strabo (808–849) a Kertművelésről (De cultura hortorum) és az Istentisztelet fejlődéséről értekezett, emellett a Szentírás rövid magyarázatát (Glossa ordinaria) írta meg. Könyveit az egész középkoron át iskolai könyvként használták. Költeményeket alkotott, ezek közül állítólag a Visio Wettini késztette Dantét monumentális Isteni színjátékának megírására. A korszak irodalmának egyik legnagyobb alakja az enciklopédikus Hrabanus Maurus (~776–856) mainzi püspök. Magyarázatot írt a Biblia majdnem minden könyvéhez, Útmutatást adott a papok nevelésére (De institutione clericorum), írt egy Martyrologiumot, két homiliagyűjteményt. Értekezett Az egyházi fegyelemről (De disciplina ecclesiastica), A bűnbánatról (Liber poenitentium), a Vidéki püspökök jogairól (De chorepiscopis), de ismertek vitairatai és költeményei. Mindezek felett korának tudományát is közreadta egy enciklopédiában, A világegyetemről (De universo) címmel.

## Érett középkori latin irodalom (X–XII. század)

### A kolostori irodalom virágkora (X–XI. század)
Nagy Károly utóda alatt szétesett a Frank Birodalom, véget ért a Karoling reneszánsz, az irodalom pedig visszaszorult a kolostorok falai közé, ugyanakkor meglepő változatosságot kezdett el mutatni. Nevezetes irodalmi műhellyé vált Sankt Gallen kolostora, és fokozatosan kialakult a hangsúlyos verselés.

#### Teológia, filozófia
Az Úr testéről és véréről (De corpore et sangvine Domini) értekezett, szerzetesi szabályzatot (Decreta pro Ordine S. Benedicti), a szent páli levelekhez magyarázatokat (Commentarius in epistola B. Pauli) írt Lanfranc (1006–1089) canterburyi érsek. Ezenkívül könyve jelent meg a gyónási titokról és 60 levele is fennmaradt. A 11. század legnagyobb teológus–filozófusát Canterburyi Szent Anzelm (1033–1109) angliai érsek személyében tisztelik. Anzelm teológusként nagy teret nyitott a filozófiai vizsgálódásoknak, és használta az észokokat is. Fő művei: Monologium, melyben Isten lényegét bizonyítja; Proslogium, melyben Isten létét bizonyítja; Miért lett az Isten emberré? (Cur Deus homo?), melyben az Isten Jézus Krisztuson keresztüli emberré válását elemzi. Több más írása is fennmaradt, így A Szentlélek származásáról, A Szeplőtelen fogantatásról és az áteredendő bűnről, Az angyalok bukásáról. Tanítványa, Laoni Anzelm (~1050–1117) kiadta a Bibliát a sorok közé iktatott rövid magyarázatokkal (Glossa interlinearis).

#### Történetírás

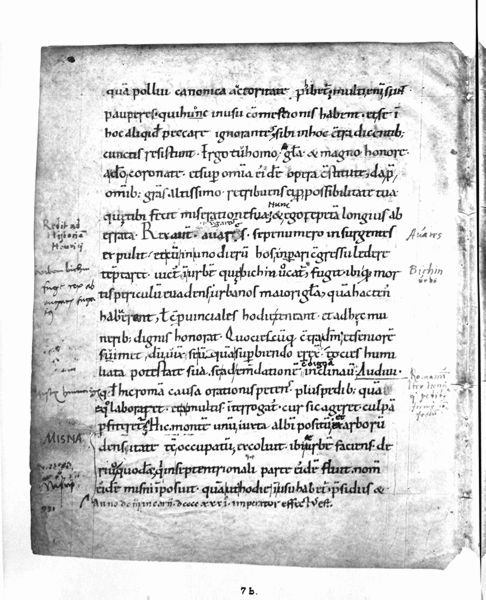
Merseburgi Thietmar Krónikájának egyik lapja

Az itáliai longobárd Cremonai Liutprand (922–972) III. Károly római császártól (†888) 949-ig tartó Antapodosis, és az I. Ottónak Rómában viselt dolgai (Liber de Ottonis I rebus in urbe Roma) című krónikája elfogult, és csak megfelelő kritikával használható. A francia Flodoard (893–966) egyfelől A Rheims-i egyház történetét (Historia ecclesiae Remensis), másfelől a 919–966 évek Évkönyveit (Annales) adta ki. A német Corveyi Widukind (~925–973<) A szászok viselt dolgai (Res gestae Saxonicae) címmel mondákkal kezdődő és 973-ig tartó eposszerű krónikáját jelentette meg. Merseburgi Thietmar (975–1018) Krónikája felöleli a 10. század történetét, de nem szorítkozik csak a németek viselt dolgaira, hanem szól a szlávokról, dánokról, franciákról, angolszászokról, és a magyarokról is.

#### Nyelvészet
Notker Labeo (~950–1022) st.-galleni szerzetes elsősorban a német nyelv bevezetésére tett törekvéseiről vált híressé (ezért kérdéses a középkori latin irodalomhoz való sorolása is). Boethius, Vergiliust, Terentiust fordította németre.

#### Költészet
A korszak jelentős költője Notker Balbulus (840–912) szerzetes. A korszak írói közé bekerült egy nő is, a keresztény témaköröket feldolgozó drámaírója Hrotsvitha (~935–~1002) apáca. Nyolc vallásos költemény, hat dráma (Galliacanus, Dulcitus, Callimachus, Abraham, Paphnutius, Sapientia) és történelmi versek (I. Ottó története, A gandersheimi kolostor alapítása) tették ismertté a nevét. Sok ismeretlen szerzőjű legenda, verses novella keletkezik, de a korszak szülötte a Cambridge-i daloskönyv és a Ruodlieb című lovagregény is. A fentebbi művekkel szemben valószínűleg a népi irodalomból meríti anyagát a Waltharius nevű hősköltemény.

#### Egyéb irodalmi ágak

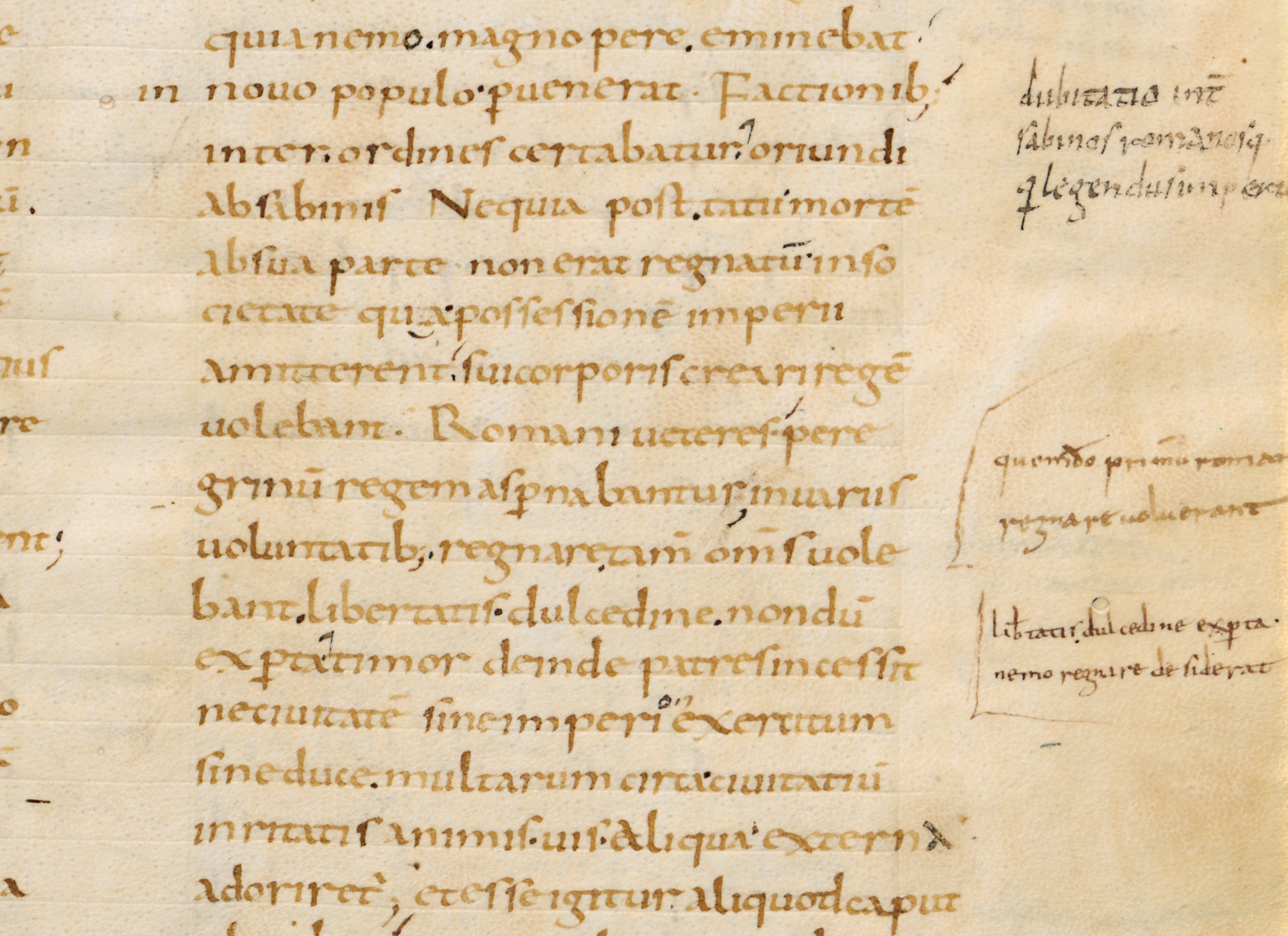
Részlet egy 10. századi Titus Livius kéziratból, amelynek lapszéli jegyzeteit a veronai püspök, Ratherius írta

A hányatott életű veronai püspök, Ratherius (~887–974) alkalmi beszédek, véd- és vádiratokat, intelmet hagyott hátra Önvallomása (Confessio) mellett. Vercelli Hatto püspök (885–960) saját korának romlottságát mutatja be Az anyaszentegyház szorongattásairól (De pressuris ecclesiae) írt, és végrendeleti művében (Plyptikos). Több más írása mellett hasonló témaköröket dolgoz fel az egyházi reform kemény követelője, Damiani Szent Péter (1007–1072) bencés szerzetes (Gratissimus, illetve a pápának címzett Liber Gomorrhianus) A levélírás tanításával foglalkozik a monte cassinoi Albericus (?–1088) Ars dictaminise.

#### Polihisztorok
A 11. század is adott egy polihisztort a világnak. Az élet igazságossága, hogy a születésétől kezdve béna Hermannus Contractus (1013–1054) vált a középkor egyik nagy tudósává. Hermannus latinul, görögül, héberül és arabul beszélt, Üdvözlégy mennyország királynéja (Salve Regina), Mennynek királyné asszonya (Alma Redemptoris Mater) címmel himnuszokat, De mensura Astrolabii címmel csillagászati, De monochordo címmel zenetudományi könyveket írt. Fő munkája azonban a Krisztus születésétől 1054-ig tartó Világtörténelme (Herimanni Angiensis Chronichon).

### A XII. századi reneszánsz
A középkor irodalma az úgynevezett 12. századi reneszánszban teljesedik ki. Iskolák, egyetemek sora nyílik meg, apátságok lesznek irodalmi központtá (St. Victor, Clairvaux, Cluny) és szinte minden irodalmi műfajban alkotások sora keletkezik.

#### Teológia, filozófia
Nagy művek keletkeznek a skolasztikus filozófiai irodalom területén is. Az egyébként himnuszköltőként is jelentős szerencsétlen életű Pierre Abélard (1079–1142) Introducio in theologiam című könyve racionális irányba igyekezett terelni a teológia tudományát – kiváltva ezzel kortársai ellenérzéseit. Kortársa, Gilbert de la Porrée (1076–1154) párizsi tanár Boethiusnak A Szentháromságról, illetve A hat főigazságról című munkáihoz írt magyarázatokat. Robert Pulleyn (~1080–1146) az egész keresztény hitrendszert foglalta össze Sententiarum libri VIII című alkotásában, de szentírási magyarázatokat és beszédeket is lejegyzett. Petrus Lombardus (~1096–1160) ugyancsak komoly kompendiumot állított össze Sententiarum Libri IV névvel, amelyet egészen a 16. századig használtak egyházi körökben. Nagy összefoglalást írt Lillei Alán (~1114–1202) is De arte catholicae fidei libri V címmel művében észbizonyítékokat sem mellőzve. Tankölteménye, az Anticlaudianus a tudományok verses enciklopédiája.

#### Bibliai tudományok
Szinte mindegyik skolasztikus teológus, filozófus foglalkozott a Szentírással; rajtuk kívül Harding Szent István (1059–1134) citeaux-i apát héber és görög kódexek, és a Vulgata legrégebbi kéziratai alapján a Bibliát javította, Segni Szent Brúnó (1047–1123) a Bibliának szinte az összes könyvét magyarázatokkal látta el. Hervé de Déols (~1080–1150) Ézsaiás próféta könyvéhez, az evangéliumokhoz és a páli levelekhez írt misztikus–allegorikus magyarázatokat.

#### Misztika

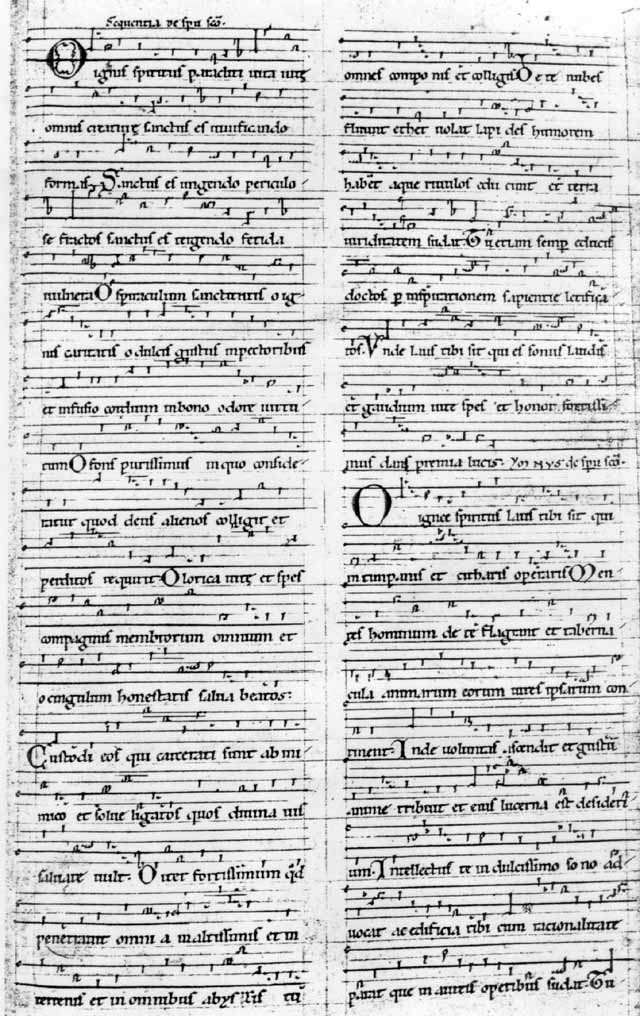
Bingeni Szent Hildegárd egy énekének korabeli hangjegyes kézirata

Komoly írások születnek a misztikus irodalomban is, mely a skolasztikus értelmi hozzáállással szemben az érzelmi megközelítést alkalmazza. Részben a teológiához, de műveinek többsége miatt inkább a misztikához kapcsolják a francia Clairvaux-i Szent Bernát (1090–1153) cisztercita apát működését. Fő művei: Az Isten szeretetéről (De diligendo Dei), Az alázatosság és kevélység fokozatairól (De gradibus humilitatis et superbiae), A parancsról és a felmentésről (De praecepto et dispensatione), a 86 szentbeszédből álló Énekek éneke magyarázata, a III. Jenő pápának írt Az elmélkedésről (De consideratione). Ezeken kívül nagyszámú szentbeszéde és levele ismert. A Párizs melletti, Szent Viktorról nevezett ágoston-rendi kolostorban működött Szentviktori Hugó (~1096–1141). Pszeudo-Dionüsziosz Hierarchia coelestiséhez írt magyarázata a Didascalion; De sacramentis (A kereszténység titkairól) és kivonata (Summa sententiarum) a hitágazatok rendszeres tárgyalása. Kifejezetten misztikai írása több más mellett Az imádság módjáról, A világ hiúságáról és Noé bárkájáról, ugyanakkor összes munkáját misztikus szellem hatja át, ezért misztikus írónak minősül. Tanítványa, Szentviktori Richárd (~1110–1173) is misztikus szellemben írt Szentírás-magyarázatokat és értekezéseket. Nem kifejezetten misztikus könyve A Szentháromságról. Még ehhez az iskolához tartozik Gautier de Santo Victore (?–1180), aki Contra quatuor Galliae labyrinthosában a skolasztikus filozófiát ostorozza. Megjelenik a női misztika is, melynek nagy alakja Bingeni Szent Hildegárd (1098–1179). Sciava című könyve korai látomásainak gyűjteménye, míg a későbbiek a Liber divinorum operumba, a Liber mertirorumba és a Liber compositae medicinaebe kerültek. Schönaui Szent Erzsébet (1129?–1164) Revelatioi ugyancsak látomásokat, Az Isten útjai (Liber viarum Dei) intelmeket és vigasztalásokat foglal magában.

#### Történetírás
A történetírásban a korábban is népszerű egyházi életrajzok mellett megjelennek az egyháztörténetek, uralkodók és dinasztiák, sőt egyes népek múltjának általános feldolgozásai is. Az egyetemes történelmeket írók közé tartozik Honoré d’Autun (~1030–1112), aki Szent Jeromos Egyháztörténetét folytatta 381–1111 évekig, de fennmaradt egy másik írása (De scriptoribus ecclesiasticis) is. Honoré d’Autun (~1080–1154) a világ teremtésétől 1135-ig tárgyalja az éveket Világkrónikájában. Másik írása, A világ képe (Imago mundi) enciklopédikus mű, amely a történelmen kívül kronológiát, csillagászatot és földrajztudományt tartalmaz, ezenkívül több teológiai írásai is létezik. Orderic Vitalis (~1075–1142) Egyháztörténete (Krisztustól 1142-ig) elsősorban a normannok viselt dolgaira és a keresztes háborúk eseményeire nézve fontos forrásmunka. Monografikus történelmeket írt a nem ismert nevű Annalista Saxo (12. század közepe), aki a szászok történetét dolgozta fel 741-től 1139-ig; Gallus Anonymus (~1065–~1116) a lengyelek történetét (Chronicon Polonorum), Prágai Kozmasz (~1045–1125) a csehek történetét (Chronica Boëmorum), Helmold (~1120–1177) az északi szlávok történetét (Chronica Slavorum), Malmesburyi Vilmos (1096–1143) az angolok világi (De rebus gestis regum Anglorum) és egyházi történetét (De rebus gestis pontificium Anglorum) írta meg. Freisingi Ottó (1114–1158) püspök, III. Konrád német király féltestvére filozófia alapokra fektette Krónikáját, illetve külön összefoglalta (uralkodása első éveire vonatkozólag) I. Frigyes császár tetteit (Libri duo de gestis Friderici I). Munkáját Rahewin (?–1177?) freisingi apát folytatta. Reichersbergi Gerhoh (1093–1169) apát Az egyház romlásáról írt könyvet (De corrupto Ecclesiae statu), de fennmaradt számos levele is. Petrus Comestor (?–1178) műve Historia scholastica néven ismert.

#### Jogtudomány

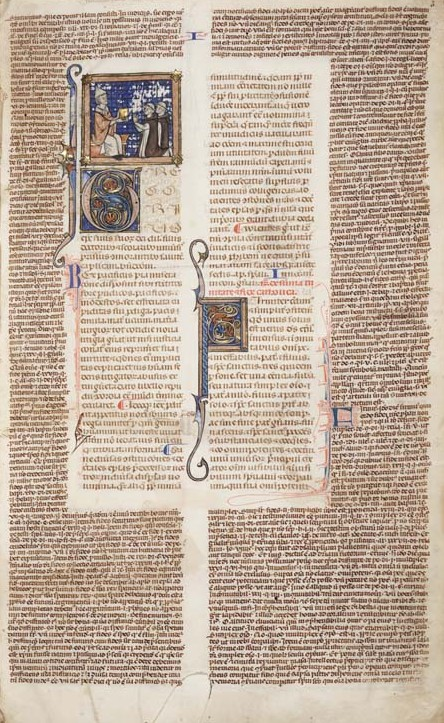
Egy kézirat a Glossa ordinariaval

Az egyházi és a világi hatalom viszálykodása folytán megnőtt a jogtudomány jelentősége. Mivel a századok folyamán nagy mennyiségű pápai rendelet és zsinati határozat gyűlt össze, szükségessé vált ezeket rendszerezni. A bolognai kánonjogtudós, Gratianus (~1075–~1147) kamalduli szerzetes eredetileg tanítványai számára írta Concordantia discordantium canonum című könyvét, amely azonban később Decretum Gratiani néven a korábbi jogi gyűjteményeket háttérbe szorította. A glosszátori irodalom megalapítója volt Irnerius (~1050–~1125) aki az újonnan felfedezett iustinianusi törvények magyarázatával szerzett hírnevet magának. Híres glosszátorok voltak az úgynevezett négy doktor, Bulgarus (1085–1166), Martinus Gosia (?–1167), Iacobus (?–1178), és Hugo de Porta Ravennate (?–1168). Mellettük Placentius (~1130–1192), Hugolinus (12. sz.), Johannes Bassianus (?–1197) és Pillius (?–1207) glosszátorok neve jelentős. A század angliai jogtudósának, Ranulf de Glanvillnek (~1112–1190) Tractatus de legibus et consuentudinibus regni Angliae címmel írt munkája évszázadokra meghatározta az angol jog fejlődését.

#### Költészet
A himnuszköltészetben Szentviktori Ádám (12. sz.), a tanítóköltészetben Marbodus Redonensis (~1035–1123) vált híressé. Kedvelt műfaj a verses legenda, a verses levél, az elégia, a húsvéti passiójátékokból és népi eredetekből táplálkozó dráma, a karácsonyi és húsvéti játék, a jellegzetesen középkori filozófiai gyökerű úgynevezett vetélkedés, a grammatikus verselés. A világi költészetet a francia Gautier de Chatillon (1135–1201) és a nem ismert nevű német Rajna-vidéki Archipoeta (műk. ~1160) képviseli, valamint a goliárd- és a vágánsköltészet. Híres világi versgyűjtemény a korszakból a Carmina Burana.

#### Egyéb irodalmi ágak
A társadalomkritikában Morlasi Bernát (műk. ~1140), és Guido de Bazochis (<1146–1203), az állatmesébe öltöztetett társadalomkritkában Nivardus (műk. ~1140/1150) Ysengrinusa, Nigellus (műk. ~1190/1200) Speculum stultorumja ('A balgák tüköre') nevét szokták említeni.

#### Polihisztorok
Széles körű ismeretek birtokában volt az élete végén Chartres püspökévé emelkedő Salisburyi János (~1115–1180): Metalogicus címmel a tudományosság tényezőit, Polycraticus címmel korának visszásságait fejtegette. A vértanú Canterburyi Szent Tamásról életrajzot írt, ugyanakkor 327 levele is ismert.

## Késő középkori latin irodalom (XIII–XV. század)

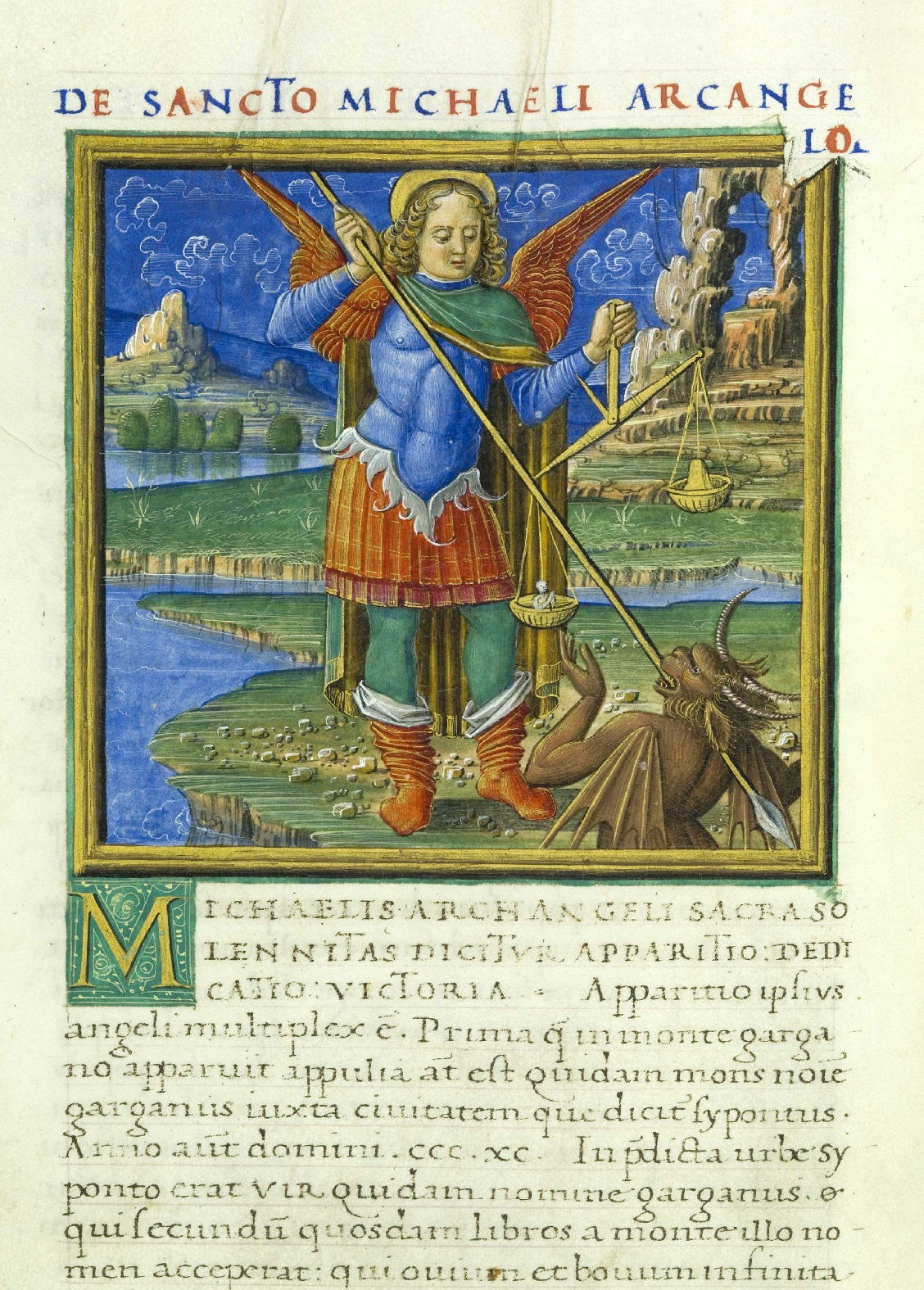
Részlet a Legenda aureaból

###### Teológia, filozófia

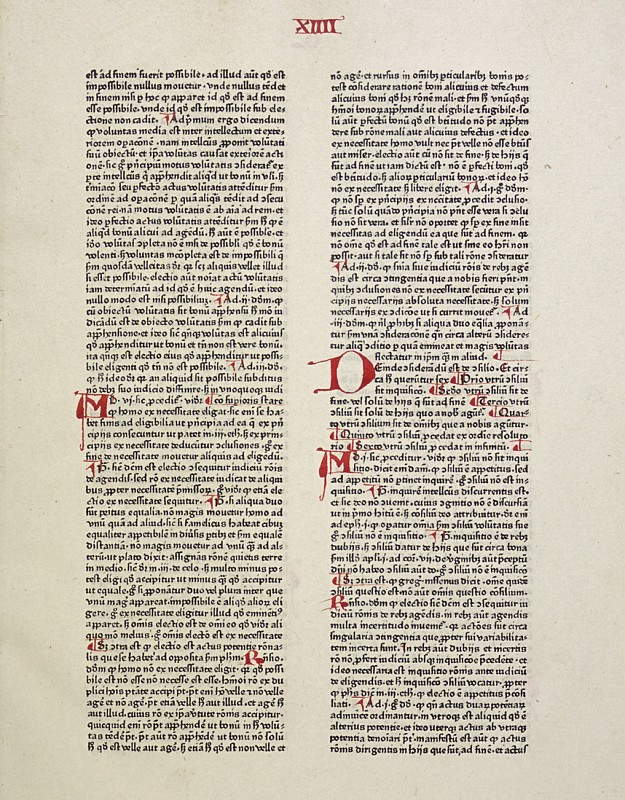
Részlet Aquinói Szent Tamás Summa Theologiae c. művéből

A skolasztikus filozófia a 13. században érte el tetőpontját. Auxerre-i Vilmos (~1150–1231) sokszor kinyomtatott Summa aureaja után Alexander of Hales (~1185–1245) készített hittudományi összefoglalást: IV. Ince pápa megbízásából magyarázatokat írt Petrus Lombardus teológiai könyvéhez Arisztotelész filozófiájának felhasználásával Summa Theologiae címen. A középkor – és talán minden idők – legnagyobb teológusa a domonkos-rendi Aquinói Szent Tamás (1225–1274) szerzetes. Summa contra Gentiles az eretnekek, zsidók, mohamedánok nézeteit kifogásolja, A görögök tévelyei ellen az ortodox kereszténység és a katolicizmus egyesülését hivatott elősegíteni, Catena aureaja az evangéliumokhoz írt magyarázatok könyve. Fő műve a Teológia foglalata (Summa theologiae), mely 613 kérdést, 3016 szakaszt és 15.000-nél több érvet tartalmaz. A fiatalon elhunyt ír vagy skót származású Duns Scotus (1274–1308) is írt magyarázatokat Lombardus Sententiáihoz (Opus Oxoniense), de Arisztotelész műveihez. A Sententiákhoz később írt egy másik magyarázatos könyvet, ez Reportata Parisiensia, doktori értekezése Quaestiones quodlibetiales cím alatt ismeretes. Fennmaradt egy neki tulajdonított, a Ferences-rendben később általánosan használt Summa theologiae is, amely Aquinói Szent Tamás fejezetbeosztását használja, részletkérdésekben ugyanakkor eltér tőle.
A késő középkorban Auriole-i Péter (~1280–1322) Aix-i érsek a Senteiákhoz és Duns Scotushoz írt kommentárokat, Saint-pourçaini Durandus (~1275–1334) Meaux-i püspök ugyancsak kommentálta a Sententiákat. Az angol William Ockham (~1287–1347) nagyszámú értekezést is írt – a pápaság ellenes Dialogusa mellett. Nagy hírnévre tett szert Augustinus Triumphus (1243–1328), Római Aegidius (~1247–1316), Nédelleci Hervé (~1260–1323), Peter Paludanus (~1275–1342), Thomas de Strasbourg (?–1357), Jean Buridan (~1295–1363), és Ingheni Marsilius (?–1396) műveikkel. Az előzőekkel szemben Thomas Bradwardine (~1290–1349) nem Aquinói Szent Tamásra, hanem Hippói Szent Ágostonra építette fel filozófiáját (De causa Dei), és főként az előreformátor John Wycliffere (~1320–1384) hatott. Jean Gerson (1363–1429) pedig Szent Bonaventura hatása alatt írta teológiai műveit. Raimundus Sabundus (~1385–1436) spanyol orvos Liber creaturarum címmel összefoglalta a skolasztikus filozófiát, teológiát és erkölcstant. A középkor utolsó jelentős filozófusai Joannes Capreolus (~1380–1444) francia domonkos-rendi szerzetes és Gabriel Biel (1425?–1495) tübingeni tanár voltak. Előbbi Aquinói Szent Tamást védelmezi Libri defensionum című könyvében, utóbbinak nevéhez fűződik az utolsó kommentár az Sententiákhoz, és ezért "az utolsó skolasztikusnak" nevezik. Filozófiai kérdésekkel is foglalkozott a természettudós Nicolaus Cusanus (1401–1464) német pap (De docta ignorantia).

###### Bibliai tudományok,hagiográfia
Szinte mindegyik skolasztikus teológus, filozófus foglalkozott a Szentírással; rajtuk kívül Stephen Langton (~1150–1228) a Biblia fejezetbeosztását készítette el. Hugues de Saint-Cher (?–1263) – Postillae című magyarázatait megkönnyítendő – ugyancsak fejezet-, de versbeosztásokat is eszközölt. A Biblia legfontosabb szavaiból ő állította összes az első concordanciát (Concordantiae S. Jacobi). Nagy hagiografikus kompendium Jacobus de Voragine (~1230–1298) Legenda aureaja, világi jellegű (de erkölcsi célzatú) elbeszélésgyűjtemény a Gesta Romanorum.
Lyrai Miklós (~1270–1349) ferences szerzetes – egyesek szerint kereszténységre tért zsidó ember – a Bibliához írt rövid magyarázatot Postilla címmel. Szakított a korában elterjedt allegorikus magyarázattal, és igyekezett – a keleti nyelvek ismeretében – szó szerinti értelmezést adni. Lyrai Miklós Postilláját halála után átdolgozta, megjavította a kitért zsidó, Levi Salamon (Pablo de Santa María, 1351–1435) burgosi püspök. Az Ószövetség történeti könyveihez írt magyarázatokat Alfonsus Tostatus (~1410–1455) avilai püspök. A valenciai Jacobus Peres (?–1491) a zsidók elleni polemikus iratok mellett a Zsoltárokhoz és az Énekek Énekéhez írt magyarázatokat. Nagy középkori író Karthauzi Szent Dénes (1402–1471): a Biblia összes könyvét, Pszeudo-Dionüsziosz írásait, Petrus Lombardus Sententiáit magyarázta misztikus értelemben, és számos aszketikus, illetve buzdító művet alkotott.

###### Erkölcstan
Regensburgi Berthold (~1210–1272) népszónoklatai által vált híressé. A dogmatikában, a morális és az oktató irodalomban Johannes de Garlandia (?–~1320) neve jelentős. Elsősorban a jogtudományból ismert Pennaforti Szent Rajmund (~1175–1275) rendszeres erkölcstani munkát is írt Summa de Poenitentia címmel. Ennek nyomán egy ismeretlen ferences szerzetes megalkotta a Summa Astesana címmel saját rendszeres erkölcstanát. Firenzei Szent Antonin (1389–1459) Summa theologicaja is hasonló tartalmú. Többen kivonatolták a nagy skolasztikusok műveinek erkölcstani részeit, és ezeket betűrendben ki is adták: így például Bartolomeus Concordius (~1260–1347) Summa Pisanella címmel, őt követte Boldog Clavasioi Angelus (~1411–1495) Summa Angelicajában.

###### Misztika, devotio moderna

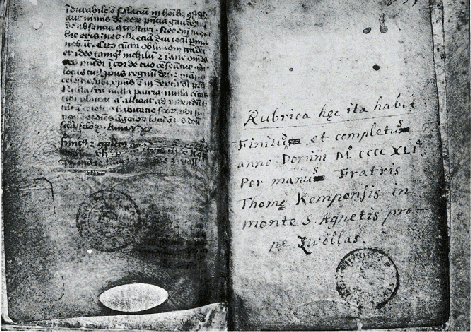
A devotio moderna egyik jelentős alkotásának, Kempis Tamás De imitatione Christiének kézirata.

A korszakban tovább virágzott a misztika. Szent Bonaventura (1221–1274) már 24 évesen Petrus Lombardus Sententiáit magyarázta, később a szentatyák mondásaiból állított össze Phaeretra címmel gyűjteményt. Gyűjteményes munkái még a Soliloqium és a Armatorium, továbbá Ó- és Újszövetséget magyarázott misztikus és aszketikus szellemben. Aszketikus munkája A lélek fölemelése Istenhez (Itinerarium mentis in Deum), A szeretet tüze (Incendium amoris), és az Assisi Szent Ferenc legendája. A női misztikai irodalomban jeleskedett Magdeburgi Szent Mechtild (1207–1282), aki részben már német nyelven írta feljegyzéseit. Fő műve látomásairól szól Sugárzó világosság (ném. Fliesendes Licht) címmel. Misztikus mű a Hackeborni Szent Mechtild (1241–1298) vízióit tartalmazó Különös kegyelmek könyve (Liber specialis gratiae), és Nagy Szent Gertrúd (1256–1301) könyve, Az Istenes jámborság követe (Legatus divinae pietatis) is.
A 14. században éli a misztika a virágkorát. A domonkos rendi Eckhart mester (~1260–1327) – akit eretnekséggel is bevádoltak – nagy számú Szentírásmagyarázatait, szentbeszédeit, apológiáit költői szépséggel és misztikus–panteisztikus közelítéssel alkotta meg. Johannes Tauler (~1300–1361) – "doctor sublimis et illuminatus" – ugyancsak domonkos rendi szerzetesként fejtette ki munkásságát (A szegény Jézus követéséről), ahogy Heinrich Suso (1295–1366) is. Utóbbi Exemplarjának részei: Önéletrajza, Az Örök Bölcsességről, Az igazságról, és Levelezéseinek kivonata. Külön számos levele és szentbeszéde maradt fenn. A németalföldi világi pap, Jan van Ruusbroec (1293–1381) jelentős mennyiségű írását már hollandul írta, de munkásságával még a középkori latin misztikus irodalom vonzásába tartozik. Nem ismert a szerzője a már német nyelven keletkezett, de a latin misztikai munkák hatását magán viselő Német teológiának (Eine Deutsche Theologie, 14. sz. vége), amely nagy hatással volt a későbbiek folyamán – többek közt még Luther Mártonra is. Misztikus szellem lengi át Ludolf Saxo (Ludolf von Sachsen, ~1300–1377) karthauzi szerzetesnek Jézus életéről és a Zsoltárok könyvéről írt magyarázatát. A késő középkori női misztikai irodalom terén működött Folignói Szent Angéla (1248–1309), Ebner Krisztina (1277–1356), Stagel Erzsébet (~1300–~1360), Svéd Szent Brigitta (1303–1373), és leánya, Svéd Szent Katalin (1332–1381), Langmann Adelheid (1306–1375), Sziénai Szent Katalin (1347–1380), Szent Lidwina (1380–1433), és Genovai Szent Katalin (1447–1510).
A misztikához hasonlóan a vallási élet elmélyítését célozta a devotio moderna mozgalom. Ennek keretében sok magánolvasásra szánt legenda, imakönyv, szabad szövegű imádság keletkezik ekkor. Legjelentősebb alkotója Kempis Tamás (Thomas a Kempis, 1379–1471) Ágoston-rendi szerzetes, akinek egy 15. század végi katalógus 38 művét (krónikák, életrajzok, értekezések, épületes könyvek) sorolja fel. Néhány könyve: Soliloquium animae, De elevatione mentis, Hortus rosarum, Vallis liliorum, Exercitium spirituale. Legelterjedtebb írása és egyesek szerint a Biblia után a legtöbb kiadást látott vallási munka a Krisztus követése (De imitatione Christi).

###### Történetírás

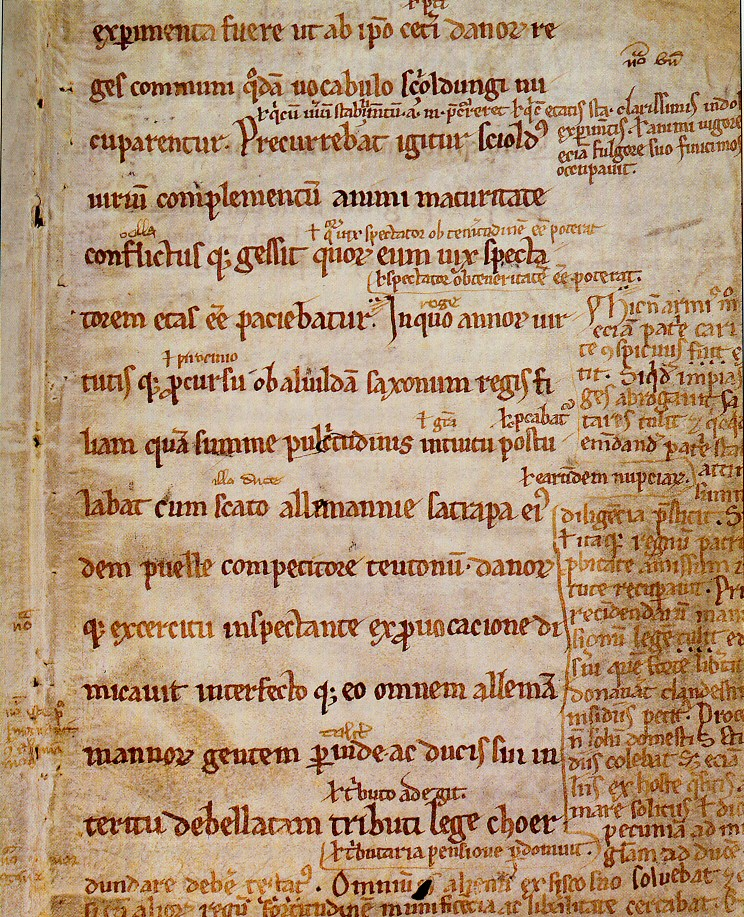
Saxo Grammaticus Historia Danica-jának egy kéziratlapja

Saxo Grammaticus (~1150–~1220) Dánia történetét írta meg Historia Danica címen. Ebben a régi (936-ig tartó) korszak versbe van szedve, az újabb prózában lett írva. Utóbbiból különösen az 1086-tól 1185-ig tartó részt megbízható kortanúk alapján alkotta meg. Otto von St. Blasien (?–1223) Freisingi Ottó krónikáját egészítette ki 1146-tól 1209-ig. Az ismeretlen szerzőjű Chronicum Placentinum (13. század vége) Itália történetét írta meg, Martinus Polonus (~1215–1278) IV. Kelemen pápa megbízásából állította össze iskolai használatra a Pápák és császárok krónikáját (Chronica S. Pontificum Imperatorumque), amely kritikátlanságának ellenére a középkor egyik legelterjedtebb könyvévé válhatott. Guillaume de Nangis (?–1302) egy latin nyelvű Világkrónikát alkotott. Ebből ő maga kivonatolta és franciára fordította a francia nemzet történetét. Külön megírta kortársainak, VIII. Lajos, IX. Lajos és III. Fülöp francia királyoknak az életrajzát. Ptolomeo da Lucca (Bartolomeo Fiadoni, 1236–1327), Aquinói Szent Tamás szerzetestársa Historia ecclesiastica novája Krisztustól 1294-ig terjed, Annalesei 1061-től 1301-ig dolgozzák fel az éveket. Bernard Guidoni (1261–1331) domonkos rendfőnök a Pápák életrajzait állította össze Szent Pétertől XXII. Jánosig. Albericus Trium Fontium (?–1252) cisztercita szerzetes régi okiratok alapján készítette el időrendi és leszármazástani táblázatokat is magába foglaló Világkrónikáját (1241-ig).
Az angol történetírók közül nevezetes Nicholas Trivet (~1257–1334) domonkos-rendi szerzetes, aki a Plantagenêt-ház történetét örökítette meg 1136-tól 1307-ig. Henry of Herford (~1300–1370) világkrónikát állított össze 1355-ig terjedően. Ismeretesek Ranulf Higden (~1280–1364) és Thomas Walsingham (?–1422) krónikái is. Az olasz Leonardo Bruni (~1370–1444) Historiarum Florentinarum libri XII címmel Firenze történetét írta meg, de vannak világtörténelmi írásai is. Aeneas Sylvius Piccolomini (1405–1464), a későbbi II. Piusz pápa Biondo Flavius (1392–1463) krónikáját egészítette ki, A híres kortársakról pedig 65 neves kortárs személy (fejedelem, hadvezér, bíboros, tudós) életrajza. A német Albert von Strassbourg (14. század) krónikája az 1273 és 1349 közötti eseményeket foglalja össze (később mások kiegészítették 1378-ig), Dietrich von Nieheim (~1345–1418) a Nagy nyugati egyházszakadás és XXIII. János ellenpápa viselt dolgairól írt, Person Gobelinusnak (1358–1421) Cosmodronium címmel világkrónikája jelent meg.
A középkor végén ezeken kívül több krónika is születik, de
- a) ezek egy részének – elsősorban a kolostori, városi saját krónikaíróknak – többnyire nem ismert a neve, csak a művük maradt fenn;
- b) már a nemzeti nyelveken írják őket (Jean Froissart, Villaniak stb.), ezért nem tartoznak a középkori latin irodalom körébe.

###### Jogtudomány

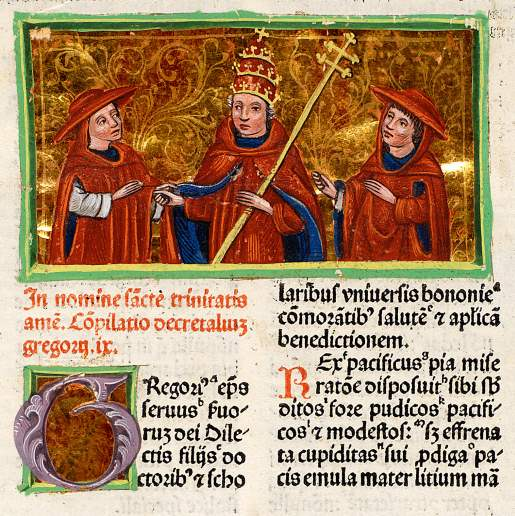
IX. Gergely pápa decretalisa, melyet Pennaforti Szent Rajmund állított össze

Gratianus több értelmezője (dekretisták) közül Johannes Simeca Teutonicus (?–1245) Glossa ordinaria címmel írt művet. A gratianusi Decretumhoz idővel decretalisok kapcsolódtak. Decretalis gyűjteményt állított össze: IX. Gergely pápa káplánja és gyóntatója, a hosszú életű Pennaforti Szent Rajmund (~1175–1275) Libri V decretalium Gregorii IX címmel (gyűjteményét 1234-ben Gergely pápa hivatalos törvénykönyvvé nyilvánította), valamint XXII. János pápa (1244–1334) Clementiae néven. Accursiusnak (1182?–1263) ugyancsak Glossa ordinariaja körülbelül 96.940 magyarázatból áll, később rendkívüli tekintélyre tett szert. 13. századi jogtudósok még: Azo Portius (~1150–~1230) és Odofredus (?–1265). A francia Wilhelmus Durantis (1235–1296) a középkor legtekintélyesebb eljárásjogi könyvét (Speculum iudicale) alkotta meg, a perugiai Cinus de Pistirio (1270–1336) a jogi kommentátor iskolát alapította. Bartolus Saxoferrato (1313–1357) a kereskedelmi és a nemzetközi magánjog megalapítójaként lett nevezetes, és az ő irányát követte Baldus de Ubaldis (1327–1400). Kései jogtudósok Paul de Castro (?–1441) és Iason de Mayno (1435–1519). Az angliai jogtudós Henricus de Bracton (~1210–1268) a római jog felhasználásával igyekezte rendszerezni az angol jogot De legibus et consuetudinibus Angliaejában.
Sok egyházjogi munkát írt a bolognai Johannes Andreae (~1270–1348), akit később „az egyházjogi tudomány forrásának és harsonájának” neveztek. Bonifacius de Vitalinis (~1320–1389) padovai tanár Super maleficiis címmel kommentálta a Clementinákat. Nicolaus Emericus (~1320–1399) domonkos-rendi szerzetes az inkvizíció létét magyarázta. A Rota Romana döntvényeit elkezdték fokozatosan összegyűjteni, ezek első kiadása az 1376-os Decisio-gyűjtemény. XXII. János pápa (1244–1334) a kúria iratainak kibocsájtását szabályozta Regulae cancellariae-jában, amely maga is jogi forrást képez. Később magukat a szabályzatokat is magyarázták egyes jogtudósok.

###### Költészet
A vallásos elbeszélő költészetben Johannes de Hoveden (műk. ~1260/1270) neve érdemel említést. A késő középkori drámairodalom jellemzője a halál felé fordulás, a halálban való egyenlőség, az elmúlás kivétel nélküliségének komor hangsúlyozása (Akárki darabok). Költői alkotásokból áll a Haláltánc-irodalom, az Ars moriendi könyvek pedig a meghalás művészetét fejtik ki. Sokan e félelmetes alkotások elterjedésének hátterében a háborúkat és a pestisjárványt sejtik. Bár az olasz irodalom nagy alakjai közé tartozik, maga Dante Alighieri (1265–1321) a Ran-Grandehez írtott levélében mutat rá arra, hogy a Szentírás mellett Hippói Szent Ágoston, Pszeudo-Dionüsziosz, Clairvaux-i Szent Bernát és Richard de Santo Victore tanulmányozása képesítette őt az Isteni színjáték megírásához szükséges extázisra.

###### Polihisztorok

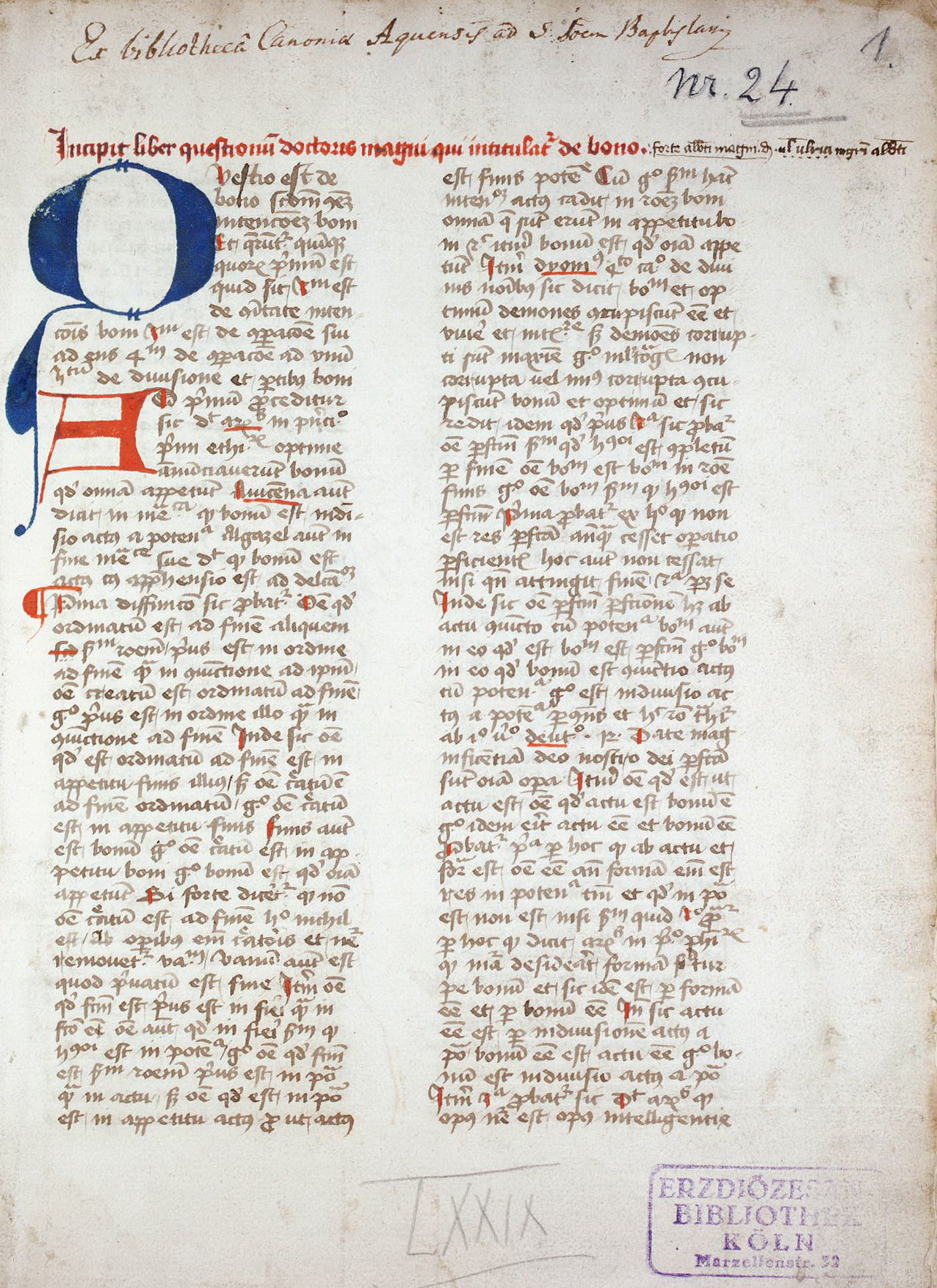
Kézirat Albertus Magnus De bono című munkájából

Az érett–késő középkor legegyetemesebb tudósa valószínűleg a doctor universalisnak nevezett domonkos-szerzetes Nagy Szent Albert (1193–1280) lehetett. Magyarázatokat írt a Szentíráshoz, Pszeudo-Dionüszioszhoz, és Petrus Lombardus Sententiáihoz; kiadta Szentbeszédeit, számos könyvet írt Mária dicséretéről és a Szentmiséről, készített egy befejezetlen Summa Theologiaet (Rendszeres hittudomány), fennmaradtak filozófiai alkotásai, ugyanakkor a középkor legnagyobb természettudósa is ő. Vincentius Bellovacensis (~1194–1264) domonkos rendi szerzetes Nagy tükör (Speculum maius) címmel készített egyetemes enciklopédiát, melyben mintegy 2000 (!) könyvre hivatkozik. Robert Grosseteste (~1175–1253) lincolni püspök számos természettudományi értekezés mellett héber és görög nyelvből fordított könyveket, magyarázta Arisztotelészt, bibliai, teológiai és matematikai könyveket írt. Roger Bacon (1214–1292?) – akit kortársai Doctor mirabilisnek ('csodás tudós') neveztek – Opus maiusa (kivonataiban Opus minus, és Opus tertium) a tudományok enciklopédiája. Speculum alchimiae és De mirabili potestate című könyvei természettudományi kérdésekkel foglalkoznak. Bacon műveiből kiderül, hogy ismerte a szemüveget, a távcsőt, a görögtüzet, a lőport, de még a gőzgépről és a gőzhajóról is tiszta elképzeléssel rendelkezett.
Kiemelendő, hogy a középkornak ebben a szakaszában a latin mellett már virágzásnak indulnak a különböző nemzeti nyelvű irodalmak, így a latin irodalom fokozatosan az egyház és a tudomány körébe szorul vissza. Jelentős a XV–XVI. századi reneszánsz latin irodalom, mely azonban nem a humanisták által barbárnak tartott középkori latin nyelvet használja, hanem közvetlen ókori alkotásokat követ művei létrehozásakor. A latin nyelv azonban túlélte a reneszánszot is, és egészen XVIII. század végéig a tudomány nyelve maradt, a katolikus egyházban pedig még tovább művelték.
| A késő középkori latin nyelvű irodalom rendelkezik gazdag magyarországi ággal is, melyet a középkori magyar irodalom szócikk fejt ki részletesebben. |

## Középkori latin írók melléknevei
| Név                      | Élt            | Cím                                 |
| ------------------------ | -------------- | ----------------------------------- |
| Hrabanus Maurus          | 776 – 856      | Praeceptor Germaniae                |
| Canterburyi Szent Anzelm | 1033 – 1109    | Doctor Magnificus                   |
| Pierre Abélard           | 1079 – 1142    | Doctor Scholasticus                 |
| Clairvaux-i Szent Bernát | 1090 – 1153    | Doctor Mellifluus                   |
| Petrus Lombardus         | 1096? – 1164   | Magister sententiarum               |
| Albertus Magnus          | 1193? – 1280   | Doctor Universalis, Doctor Expertus |
| Roger Bacon              | 1214 – 1292?   | Doctor Mirabilis                    |
| Szent Bonaventura        | 1221 – 1274    | Doctor Seraphicus                   |
| Aquinói Szent Tamás      | 1225 – 1274    | Doctor Angelicus                    |
| Duns Scotus              | 1266 – 1308    | Doctor Subtilis                     |
| William Ockham           | 1287? – 1347   | Venerabilis Inceptor                |
| Jan van Ruusbroec        | 1293 – 1381    | Doctor Divinus Ecstaticus           |
| Johannes Tauler          | 1300 k. – 1361 | Doctor Illuminatus et Sublimis      |
| Karthauzi Szent Dénes    | 1402? – 1471   | Doctor Ecstaticus                   |

## Szövegkiadások
Alább néhány középkori latin – vagy középkori latin irodalmi környezetben keletkezett – alkotás magyar nyelvű modern kiadása található. A fenti cikkben szereplő egyes szerzőkről készült külön szócikkek további fordításokat is tartalmazhatnak.

### Általános gyűjtemények
- Az égi és a földi szépről: Források a későantik és a középkori esztétika történetéhez. Közread. Redl Károly. Budapest: Gondolat. 1988.  ISBN 963-281-843-1 518 p
- Kecskés Pál: A lelki élet mesterei írásaiból. Budapest: Szent István Társulat. 1964.  303 p
- Babits Mihály: Amor Sanctus – Szent szeretet könyve: Középkori himnuszok latinul és magyarul. Budapest: Zrínyi Nyomda. 1992.  ISBN 963-04-1520-8 308 p
- Sík Sándor: Himnuszok könyve: A keresztény himnuszköltészet remekei. Budapest: Kariosz. ISBN 963-85632-9-X é. n., 346 p
- Szedő Dénes: Ferences himnuszok. Budapest: (kiadó nélkül). 1944.
- Középkori filozófia: Szöveggyűjtemény. Szerk. Dr. Kormos József, Boromissza Zsoltné. Piliscsaba: Pázmány Péter Katolikus Egyetem. 1999.  217 p
- Középkori egyetemes történeti szöveggyűjtemény: Európa és Közel-Kelet IV–XV. század. Szerk. Sz. Jónás Ilona. Budapest: Osiris. 1999.
- A középkori művészet történetének olvasókönyve. Összeáll. Marosi Ernő. 2. kiad. (hely nélkül): Balassi, Magyar Képzőművészeti Főiskola. 1997.
- Illatos kenőcsök háza: A középkori latin költészet gyöngyszemei. Pozsony: Kalligram. 2000.
- Világirodalmi antológia II. Szerk. Trencsényi-Waldapfel Imre. Budapest: Tankönyvkiadó. 1955.
- Heinrich Denzinger – Peter Hünermann: Hitvallások és az Egyház Tanítóhivatalának megnyilatkozásai. Budapest: Szent István Társulat. 2004.  = Szent István Kézikönyvek,  9. ISBN 963-7556-11-7 1500 p

### Sorozatok
- Sarbak Gábor (szerk.) Szent István Társulat Középkori keresztény írók sorozat:
  - Az első és második keresztes háború korának forrásai. (vál., ford. Veszprémy László), Szent István Társulat, Budapest, 1999, ISBN 9789633610435, 246 p
  - Jan van Ruusbroec: A lelki menyegző. Misztikus írások. (ford. Balogh Tamás, Daróczi Anikó), Szent István Társulat, Budapest, 1999, ISBN 9633611008, 240 p
  - Magyarország virága. 13. sz.-i források Árpád-házi Szent Erzsébet életéről. (szerk. J. Horváth Tamás, Szabó Irén), Szent István Társulat, Budapest, 2001, ISBN 9789633612255, 390 p
  - Ioannes Saresberiensis: Metalogicon. (ford. Adamik Tamás), Szent István Társulat, Budapest, 2003, ISBN 9633614325, 254 p
  - Hadewijch: A lélek nyelvén. (ford. Balogh Tamás, Daróczi Anikó, Beney Zsuzsa), Szent István Társulat, Budapest, 2005, ISBN 9789633613979, 278 p
  - Canterburyi Szent Anzelm összes művei. (szerk. Sarbak Gábor), Szent István Társulat, Budapest, 2007, ISBN 9789633619001, 464 p
  - Szent Bonaventura: Szent Ferenc élete – Legenda maior, Szent István Társulat, Budapest, 2015, ISBN 9789632770956, 222 p
  - Johannes Scotus Eriugena: A természetekről I. (ford. Vassányi Miklós), Szent István Társulat, Budapest, 2015
- Helikon Könyvkiadó Harmonia Mundi-sorozat:
  - Jacobus de Voragine: Legenda Aurea (ford. Veszprémi László), Helikon Könyvkiadó, Budapest, 1990, ISBN 963-2080-57-2, 333 p [csak válogatás]
  - Assisi Szent Ferenc Perugiai Legendája (ford. Varga Imre), Helikon Könyvkiadó, Budapest, 1990, ISBN 963-208-037-8, 144 p
  - Aquinói Szent Tamás: A létezőről és a lényegről (ford. Klima Gyula), Helikon Könyvkiadó, Budapest, 1990, ISBN 963-208-039-4, 165 p
  - Eckhart mester: A Teremtés könyvének magyarázata, Helikon Könyvkiadó, Budapest, 1992, ISBN 963-208-090-4, 134 p
- Agapé Kft. Ferences források sorozat:
  - A három társ legendája, Agapé Kft., Szeged, 1995, ISBN 963-8112-70-0, 70 p
  - Assisi Szent Ferenc művei, Agapé Kft., Szeged, 1993, ISBN 963-8112-15-8, 150 p
  - Assisi Szent Ferenc Perugiai Legendája, Agapé Kft., Szeged, 1997, ISBN 963-458-083-1, 158 p
  - Celanói Tamás életrajzai Szent Ferencről, Agapé Kft., Szeged, 1996, ISBN 963-8112-07-7, 413 p
  - Fioretti – Assisi Szent Ferenc Virágoskertje, Agapé Kft., Szeged, 1999, ISBN 963-458-145-5, 199 p
  - Szent Klára művei és életének forrásai, Agapé Kft., Szeged, 1999, ISBN 963-8112-18-2, 207 p
- Kairosz Kiadó Teologia sorozat:
  - Sienai Szent Katalin: Dialógus, Paulus Hungarus – Kairosz Kiadó, Budapest, 2003, ISBN 963-956-811-2, 477 p
  - Eckhart Mester: Az értelem fénye. Fiatalkori művek, német prédikációk, tanköltemény és értekezések., Kairosz Kiadó, Budapest, 2010, ISBN 978-963-662-411-8, 438 p
  - Johannes Tauler: A hazatérés útjelzői. Beszédek a misztikus útról, Paulus Hungarus – Kairosz Kiadó, Budapest, 2002, ISBN 963-940-654-6, 475 p
  - Eckhart Mester: Beszédek, Paulus Hungarus – Kairosz Kiadó, Budapest, 2003, ISBN 963-948-442-3, 117 p
  - Sienai Szent Katalin: Misztikus levelek I-II., Kairosz Kiadó, Budapest, 2012, ISBN 978-963-662-536-8, 964 p
- L'Harmattan Kiadó Lectio Divina sorozatból:
  - Salernói János: Szent Odó élete, L'Harmattan Kiadó, Budapest, ISBN 978-963-7343-06-3, 119 p
  - Baán Izsák, Xeravits Géza (szerk.): A remeteélet iskolájában – Válogatott források és tanulmányok, L'Harmattan Kiadó, Budapest, ISBN 963 7343 22 9, 102 p
  - Rievaulxi Boldog Eldréd: A tizenkét éves Jézusról és Lelkipásztorok imája, L'Harmattan Kiadó, Budapest, ISBN 978-963-7343-50-6, 58 p
  - Clairvaux-i Szent Bernát: Az alázat és a gőg fokairól. A megtérésről., L'Harmattan Kiadó, Budapest, ISBN 978 963 236 083 6, 116 p
  - Pettaui Victorinus: Kezdet és Vég. L'Harmattan Kiadó, Budapest, ISBN 9789634142812
- Szeged, JATEPress Kiadó Documenta Historica sorozat:
  - Korai angolszász törvények I. – A kenti törvények. Ford.: Huszár Edit. JATEPress (Szeged), 2003
  - Három középkori germán törvénykönyv. Válogatás a 802. évi frank birodalmi gyűlés rendelkezéseiből. Ford.: Huszár Edit. JATEPress (Szeged), 2003
  - Szent Brendan apát tengeri utazása. Ford.: Majorossy Judit. JATEPress (Szeged), 2001
  - Gildas: Britannia romlásáról. Sajtó alá rendezte és a bevezetést írta: Novák Veronika. Szeged, 1997
  - A Constantinus-i adománylevél. Donatio Constantini – VIII. század. Szeged, 1995.
  - Edward Balliol skóciai hadjárata. Részletek a Lanercosti krónikából és a bridlingtoni kanonok gestájából Ford.Kiss Andrea, Szeged, 1993.
  - A jeruzsálemi Szent János Lovagrend regulája. Ford. Homonnai Sarolta – Hunyadi Zsolt. Szeged, 1996.
  - Vikingek az Angolszász krónikában Ford. Rimaszombati Károly. Szeged, 1997.
  - Tervezet a kereszténység leendő békéjéről (Podjebrád-béketerv, 1464) Ford. Karáth Tamás, Szeged, 1998.
  - Szemelvények Aeneas Sylvius Piccolomini „Európa” c. művéből Ford. Nótári Tamás. Szeged, 1999.
  - Szemelvények Zsigmond lengyel herceg budai számadásából Ford. Horogszegi Zoltán – Rábai Krisztina, Szeged, 2005
  - Hydatius: Chronica (379–469) Ford. Széll Gábor. Szeged, 2005.
  - A késő Anjou-kori dalmát és magyar tengeri hajózás 1381-ből és 1382-ből származó oklevelek alapján Ford. Juhász Ágnes, Szeged 2006.
  - Tunnunai Victor: Chronica (444–565). Fordította Széll Gábor, Szeged, 2008.

### Teológia, filozófia
- Boethius: A filozófia vígasztalása (fordította: Hegyi György), Magyar Helikon, Budapest, 1970, 182 p
- Lelovics Lipót: Szent Tamás breviárium, Szent István Társulat, Budapest, 1968, 320 p
- Aquinói Szent Tamás: A teológia foglalata (Első rész), Gede Testvérek, 2002, ISBN 963929828X, 841 p
- Aquinói Szent Tamás: A teológia foglalata (Második rész 1.), Gede Testvérek, 2008, 792 p
- Aquinói Szent Tamás: A teológia foglalata (Második rész 2.), Gede Testvérek, 2014, 729 p
- Aquinói Szent Tamás: Az értelem egysége, Ford.: Borbély Gábor. Ikon Kiadó, 1993.
- Johannes Duns Scotus: Párizsi előadások, Kairosz Kiadó, Budapest, 2011, ISBN 9789636624903, 198 p
- Nicolaus Cusanus: Az együgyü ember és a bölcsesség, Farkas Lőrinc Imre Könyvkiadó Kft., 2000.
- Nikolaus Cusanus: A tudós tudatlanság, Kairosz Kiadó, 2000.
- Nikolaus Cusanus: A rejtőzködő Isten (De deo abscondito), Kairosz Kiadó, 2008.
- Karthauzi Dénes: Ha valaki üdvözülni akar – Az Atanáz-hitvallás kifejtése, Kairosz Kiadó, 2013, ISBN 9789636626686, 130 p
- Paschasius Radbertus – Ratramnus: Az Úr testéről és véréről (ford. Rokay Zoltán), Budapest, 2001, ISBN 963-9302-98-8, 227 p

### Lelkiség, misztika
- Clairvaux-i Szent Bernát: Hitünk élete a szeretet, Bencés Kiadó, Pannonhalma, 1997, ISBN 963 7819 73 8, 119 p
- Clairvaux-i Szent Bernát: A kegyelemről és a szabad elhatározásról, Paulus Hungarus – Kairosz Kiadó, Budapest, 2002, ISBN 963-9406-79-1, 220 p
- Clairvaux-i Szent Bernát: A megfontolásról, Kairosz Kiadó, 2005, ISBN 9789637510601, 208 p
- Clarvaux-i Szent Bernát: A jó élet módja, Tinta Könyvkiadó Kft., 2015, ISBN 9789634090267, 156 p
- Hildegard von Bingen: Égi harmóniák. Az Isteni Erők játéka., Paulus Hungarus – Kairosz Kiadó, Budapest, 2003, ISBN 963-9484-36-9, 166 p
- Szent Bonaventura misztikus művei (A lélek zarándokútja Istenbe/Élet fája/A hármas út, avagy a szeretet fellángolása/Beszélgetek a lelkemmel), Szent István Társulat, Budapest, 1991, ISBN 963-360-470-2, 211 p
- Damasus pápa epigrammái. In: Sághy Marianne: Versek és vértanúk. Kairosz könyvkiadó, Budapest, 2003. ISBN 9639484237
- Az egyszerűség útja – Assisi Szent Ferenc írásai (szerk. Szedő Dénes), Szent István Társulat, Budapest, 1981, ISBN 963-360-171-1, 337 p
- Lotario dei Segni (III. Ince pápa): Az emberi lét nyomorúságáról. Fordította, az előszót és a jegyzeteket írta Lőkös Péter. Budapest, 2005.
- Nagy Szent Gergely: A lelkipásztorság törvénykönyve, Szent István Társulat, Budapest, 1944, 251 p
- Nagy Szent Gergely: Szent Benedek élete, Bencés Kiadó, Pannonhalma, 1993, ISBN 963-7819-14-2, 73 p
- Nagy Szent Gergely: Moralia, Terebint Bt., Budapest, 2000, ISBN 963-004-102-2, 288 p
- Nagy Szent Gergely: A lelkipásztor kézikönyve, Kairosz Kiadó, Budapest, 2004, ISBN 9639568414, 312 p
- Norwichi Julianna: Az isteni szeretet kinyilatkoztatásai, Jel Kiadó, Budapest, 2013, ISBN 9786155147333, 256 p
- Kempis Tamás: Krisztus követése (ford. Jelenits István), Ecclesia Könyvkiadó, Budapest, 1977, ISBN 963-363-904-2, 584 p
- Frankfurti Névtelen: Német teológia, Kairosz Kiadó, 2005, ISBN 9789637510267, 178 p
- Pandaemonium. A keresztény démonológia kistükre. Kairosz, Budapest, 2003.  ISBN 9639484946, 262 oldal.

### Szabályzatok, jogi művek
- Szent Benedek Regulája, Bencés Kiadó, Pannonhalma, 1993, ISBN 963 7819 15 0, 80 p
- A templomos lovagrend regulája, Kairosz Kiadó, 2002, ISBN 9789639484085, 336 p
- Lex Baiuvariorum – A bajorok törvénye (ford. Nótári Tamás), Lectum Kiadó, 2011, ISBN 978-963-9640-34-4, 266 p

### Történetírás
- Eugippius: Vita Sancti Severini. A bevezető tanulmányt írta Bóna I. Fordította az ELTE-BTK Régészeti Tanszékének hallgatói munkaközössége. Antik Tanulmányok, 1969. (16.) 265–320. pp
- Iordanes: Getica. Közreadja Kiss Magdolna. Budapest, L'Harmattan, 2005. ISBN 963-9457-69-8
- Tours-i Gergely: Korunk története. A frankok története. Ford.: Adamik Tamás és Mezey Mónika. Kalligram Kiadó, Pozsony, 2010.
- Horváth Emőke: Iohannes Biclarensis krónikája IN: Aetas 23. évf. 2008. 1. szám
- Sevillai Izidor: A gótok, vandálok és szvévek története, Szeged, Hispánia Kiadó 1998. Fordította: Székely Melinda. Új, bővített kiadás: Szeged, JATEPress 2008.
- Paulus diakonus: A langobardok története. Közreadja Galamb György. Budapest, L'Harmattan, 2012
- Einhard: Nagy Károly császár élete (fordította, a jegyzeteket és az utószót írta: Gyurkovics Zoltán)
- Asser: Alfred angolszász király története Asser, Attraktor Könyvkiadó Kft., 2014, ISBN 9786155257520, 122 p
- Widukindus Corbeius: A szász történet három könyve. Ford. Magyar László András, szerk., az előszót és a jegyzeteket írta Lőkös Péter. Budapest, Eötvös József Kiadó, 2009.
- IV. Károly Császár önéletrajza – Karoli IV imperatoris romanorum vita ab eo ipso conscripta, (ford. Nagy Balázs), ELTE Eötvös Kiadó, 2010, ISBN 9789633120026, 263 p
- Capuai Boldog Rajmund: Sziénai Szent Katalin élete, Szent István Társulat, Budapest, 1983, ISBN 963-360-208-4, 251 p
- Források Salzburg kora középkori történetéből (ford. Nótári Tamás), Lectum Kiadó, 2005, ISBN 978-963-86649-6-9, 230 p [tartalmazza: Gesta Hrodberti – Notitia Arnonis – Breves Notitiae – Conversio Bagoariorum et Carantanorum – Epistola Theotmari – Szent Rupert hitvalló cselekedetei – Arn feljegyzései – Rövid feljegyzések – A bajorok és karantánok megtérése – Theotmar érsek levele]
- Szádeczky-Kardoss Samu: Az avar történelem forrásai, Balassi Kiadó, 1998, ISBN 963-506-237-0, 334 p

### Egyéb
- I. Miklós pápa válaszai a bolgárok kérdéseire (ford. Nótári Tamás), Lectum Kiadó, 2015, ISBN 978-963-9640-53-5, 158 p
- (vál., ford., az előszót és a jegyzetet írta) Magyar László András: Középkori szexbreviárium, T-Twins Kiadó, Budapest, 1994, ISBN 963-7977-67-8 (Constantinus Africanus: Könyv a szeretkezésről, Salernói ismeretlen: Kis könyv a szeretkezésről, Hildegardis von Bingen: A foganásról, válogatás)
- (szerk.) Egy rejtélyes középkori enciklopédia: Virgilius Grammaticus: Kivonatok és Levelek, Argumentum Kiadó, Budapest, 2010, ISBN 978-963-446-570-6

### Magyarra fordított középkori művek online
- Pázmány Péter Elektronikus Könyvtár: http://www.ppek.hu/
- MTA Könyvtár repositoriuma: http://real-eod.mtak.hu/

## Egyéb kapcsolódó irodalom
- Pierre Riché: Oktatás és művelődés a barbár Nyugaton – 6–8. század, Szent István Társulat, Budapest, 2016, ISBN 9789632775494, 534 p
- Zink Michel: Trubadúrok. L'Harmattan Kiadó, Budapest, 2017. ISBN 9789634142157
- Horváth Pál: Középkori keresztény gondolkodók lexikona, Szent-István-Társulat, Budapest, 2023, ISBN 9789636120511 (Szent István Kézikönyvek 19.)